# Tuf
Tuf 
er en porøs bjergart der opstår, når vulkansk aske eller støv hærder.
Det har længe været anvendt som byggemateriale i det mellemste Italien.
Ved vulkanen Vesuvs udbrud i 79 e.Kr. blev Herculaneum og Pompeji begravet efter at overophedet pyroklastisk materiale

i en pyroklastisk strøm størknede til vulkansk tuf.